# Cortes (Ständeversammlung)
Die Cortes (Plural von spanisch corte (curia) ‚Hof‘, ursprünglich lateinisch cohors ‚Gefolge‘) bezeichneten die zeitweiligen Ständeversammlungen und später die Volksversammlungen in Portugal und Spanien. Legislative Institutionen (Parlamentskammern) führen heute den Namen der Cortes fort. Corte im Singular bedeutet auch ‚Gerichtshof‘.

## Spanien

### Mittelalter und frühe Neuzeit
Cortes, bei denen auch Vertreter der Städte beteiligt waren, fanden bereits im Jahr 1188 im Königreich León statt. Im Jahr 1225 folgte das Fürstentum Katalonien, im Jahr 1227 das Königreich Aragón, im Jahr 1283 Valencia und im Jahr 1253 das Königreich Navarra.
In Kastilien hatte Alfons VIII. (reg. 1158–1214) ebenfalls der Einrichtung einer 'Volksvertretung' zugestimmt, die jedoch über keinerlei Wahlbefugnisse und Mitbestimmungsrechte verfügte. Einberufungen der Cortes de Castilla fanden u. a. in Madrid (1309, 1329, 1339, 1390, 1419, 1435 und 1462), Burgos (1315) und Alcalá de Henares (1348) statt. Eine wichtige Einberufung der Cortes war diejenige von Madrigal de las Altas Torres im Jahre 1476, auf welcher – nach vorangegangenen bürgerkriegsähnlichen Auseinandersetzungen, die in der Schlacht von Toro gipfelten – Isabella von Kastilien als Königin bestätigt wurde. Auch im 16. und 17. Jahrhundert gab es diverse Zusammenkünfte.

### Cortes im 18. Jahrhundert

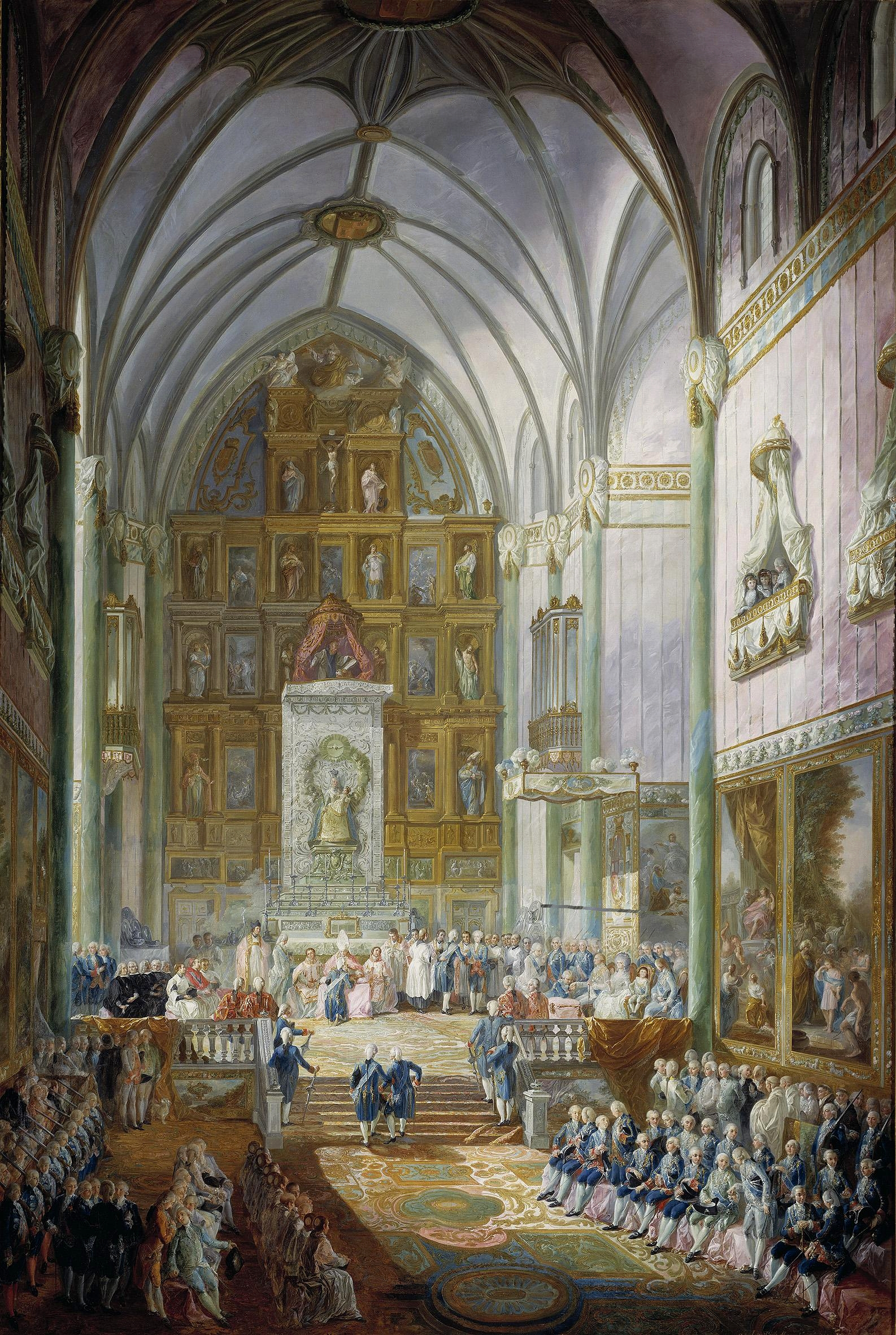
Cortes im Jahr 1789

Anlass für die Einberufungen der Cortes durch den jeweiligen König war im 18. Jahrhundert die Regelung der Thronfolge, besonders die Vereidigung auf den Thronfolger und Änderungen bisher geltender Thronfolgeregelungen.
Die Cortes wurden getrennt nach Klerus, Hochadel und Vertretern der Städte eingeladen. Das Recht, Vertreter zu den Cortes zu entsenden, stand nur bestimmten Städten zu. Bei den Cortes von 1789 waren Vertreter der Länder der Krone Aragoniens und Vertreter der Länder der Krone Kastiliens anwesend. Vertreter der überseeischen Gebiete wurden nicht zu den Cortes eingeladen. Die Vereidigungen von Mitgliedern der Cortes und des Thronfolgers fanden in einer gemeinsamen Sitzung aller Stände mit dem König statt.

### Verfassunggebende Cortes von 1810
Die Junta Suprema Central, die seit 1808 in den nicht von den französischen Truppen kontrollierten Gebieten Spaniens im Namen des Königs Ferdinand VII. regierte, berief am 1. Januar 1810 die Cortes von Cádiz ein. Die Einladungen gingen an die Städte, die traditionell in den Cortes vertreten waren und an die Juntas der Provinzen. Die Aufteilung der Provinzen entsprach noch nicht der der heutigen Provinzen. Die Provinzen sollten je nach Größe zwischen einem und 23 (insgesamt 208) Delegierte entsenden. Die Vertretung der Provinzen in den Cortes war eine neue Einrichtung. In einem Dekret vom 20. September 1810 ordnete der Regentschaftsrat (Consejo de Regencia), der nach Auflösung der Junta Suprema Central das oberste Regierungsorgan in den nicht von französischen Truppen beherrschten Gebieten Spaniens darstellte, die Versammlung der Cortes in einer einzigen Kammer an. In den Cortes von Cádiz gab es keine Abgeordneten, die ihr Mandat ihrer adeligen Herkunft oder ihren Ämtern verdankten. Unter den gewählten Abgeordneten waren sowohl Mitglieder des Hochadels als auch hohe geistliche Würdenträger. Die Cortes von Cádiz bestanden grundsätzlich aus etwa 240 gewählten Abgeordneten, darunter etwa 60 Abgeordnete, die die überseeischen Gebiete vertraten. Die Vertreter der überseeischen Gebiete wurden z. T. von Personen dieser Gebiete gewählt, die zufällig in Spanien anwesend waren. Die Anzahl der Abgeordneten schwankte während der gesamten Legislaturperiode. Bei der Endabstimmung über die Verfassung am 19. Februar 1812 waren 184 Mitglieder anwesend. Beim Beschluss zur Auflösung der Cortes am 14. September 1813 waren es 223.

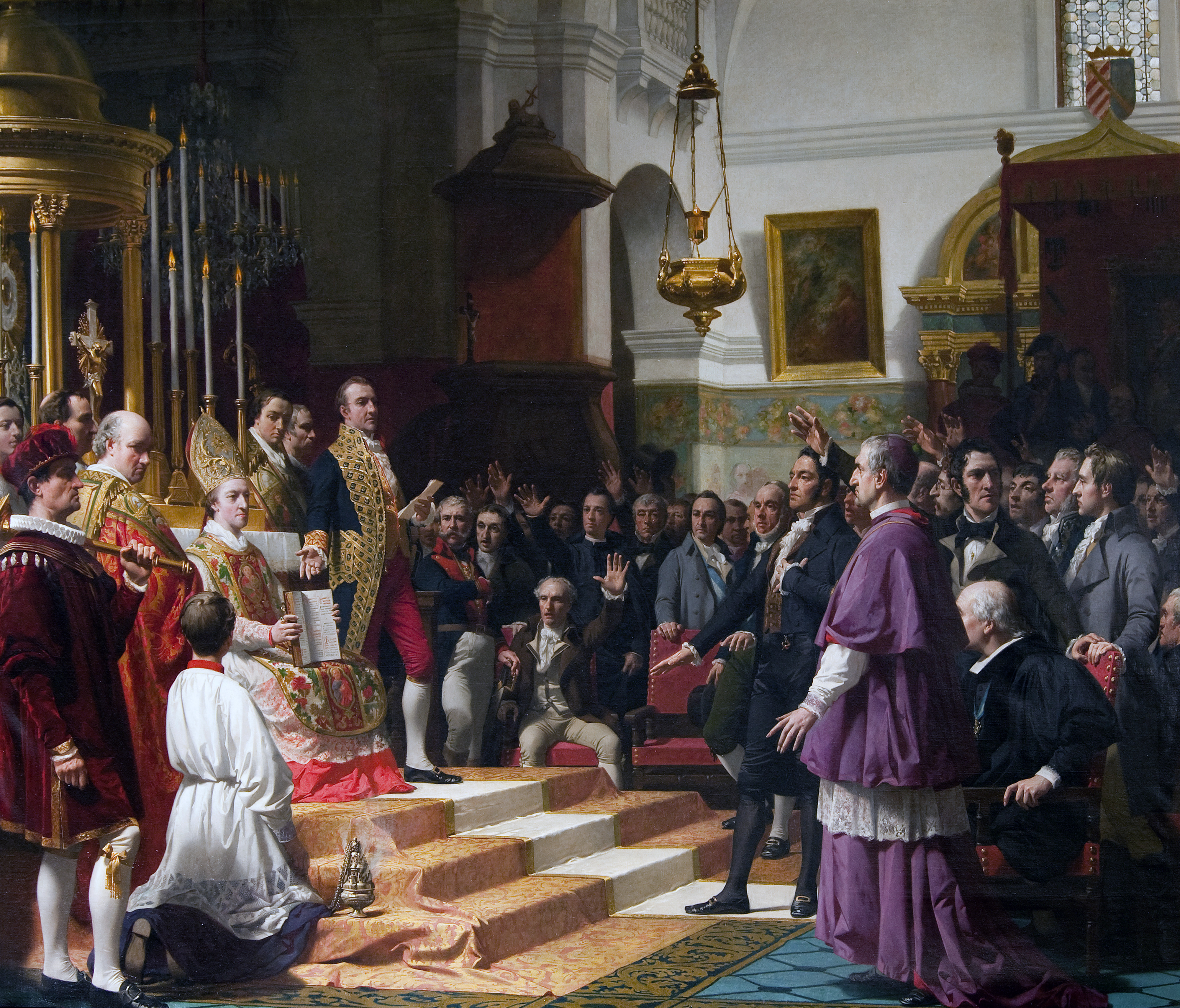
Vereidigung der Abgeordneten der Cortes, Cadiz 1810

Die Eröffnung der Cortes am 24. September 1810 hatte in dem Zeremoniell große Ähnlichkeit mit der Eidesleistung der vorhergehenden Cortes.
Während sich das Mitspracherecht der traditionellen Cortes bei der Gesetzgebung auf wenige Materien beschränkt hatte, gingen die Cortes von Cádiz davon aus, das einzige legitime Gesetzgebungsorgan zu sein. Der König bzw. der ihn vertretende Regentschaftsrat hätten ausschließlich exekutive Funktionen. Die Cortes von Cádiz beschlossen in der Zeit von September 1810 bis September 1813 außer der Verfassung Gesetze zu den unterschiedlichsten Materien.
Die 1810 gewählten Cortes lösten sich am 20. September 1813 selber durch ein entsprechendes Gesetz auf. Die neuen Cortes wurden bereits am 23. Mai 1812 durch den damaligen Parlamentspräsidenten einberufen und entsprechend der neuen Verfassung gewählt. Die Cortes von 1813 eröffneten ihre Sitzungsperiode am 1. Oktober 1813.

### Cortes nach der Verfassung von Cádiz
Die Verfassung von Cádiz sah die Cortes als ein Einkammerparlament vor, deren Mitglieder in einem gestuften indirekten Wahlverfahren von allen männlichen Personen über 25 Jahren gewählt werden sollten. Ein Einkommens- oder Bildungszensus war nicht vorgesehen. Die überseeischen Gebiete sollten durch eigene Abgeordnete vertreten sein. Grundsätzlich sollte ein Abgeordneter auf je 50.000 Einwohner kommen.
Die Cortes mussten nicht ausdrücklich einberufen werden, da die Sitzungsperioden in der Verfassung festgelegt waren. Der König eröffnete die Sitzungsperiode, hatte aber mit Ausnahme der durch ihn eingebrachten Gesetzesinitiativen keinen Einfluss auf den Sitzungsverlauf.
Der Parlamentspräsident wurde von den Cortes selbst bestimmt. Die Abgeordneten genossen Indemnität. Die Funktionsfähigkeit des Parlamentes wurde durch die Immunität der Abgeordneten geschützt.
Alle Gesetzentwürfe und der Entwurf des Staatshaushalts benötigten die Zustimmung des Parlamentes. Verträge mit auswärtigen Staaten mussten dem Parlament zur Genehmigung vorgelegt werden. Das Parlament hatte ein Initiativrecht und konnte sich mit allen Materien befassen. Die Wahlperiode betrug zwei Jahre. Der König konnte nach der Verfassung von 1812 die Cortes weder beurlauben noch vorzeitig auflösen.
Die ersten Cortes nach der neuen Verfassung traten am 1. Oktober 1813 in Cádiz zusammen. Ab dem 15. Januar 1814 tagten sie in Madrid in der Kirche des Klosters der Padres Agustinos Calzados. Die Cortes wurden am 4. Mai 1814 durch die Außerkraftsetzung der Verfassung durch König Ferdinand VII. aufgelöst.

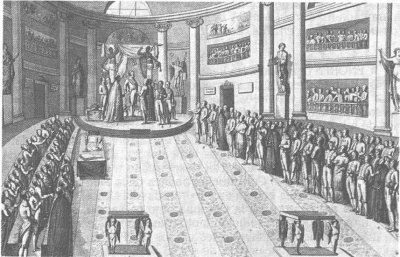
Cortes 1820

Nach dem Pronunciamiento des Rafael del Riego sah sich Ferdinand VII. am 22. März 1820 genötigt, die Cortes nach den Regeln der Verfassung von 1812 einzuberufen.
Die Mehrheit der Abgeordneten dieser Cortes befürwortete eine moderat liberale Politik. Die Auflösung der Cortes im Februar 1822 entsprach zu ihrem Zeitpunkt den Artikeln 106 und 107 der Verfassung.
Entsprechend den Vorgaben der Verfassung von Cádiz wurden im Oktober bis Dezember Neuwahlen für die Cortes durchgeführt. In den Cortes, die am 1. März 1822 zusammentraten, waren die progressiven Liberalen in der Mehrheit. Nach der französischen Invasion in Spanien verlegten die Cortes ihren Versammlungsort erst nach Sevilla, dann nach Cádiz. Am 11. Juni 1823 erließen die Cortes ein Dekret, in welchem ein Regentschaftsrat nach Art. 187 der Verfassung von Cádiz eingesetzt wurde, da nach Ansicht der Mehrheit der Mitglieder der Cortes der König geistig nicht in der Lage war, seine Aufgaben wahrzunehmen. Die letzte Sitzung der Cortes fand am 19. September 1823 statt. Nachdem die französischen Truppen, die Ferdinand zur Hilfe kommen sollten, die Macht im Land erobert hatten, setzte Ferdinand VII. am 1. Oktober 1823 die Verfassung außer Kraft und löste die Cortes auf.

### Cortes nach dem Königlichen Statut (Estatuto Real)
Nach dem Tod des Königs Ferdinand VII. erließ die Regentin Maria Christina im Namen ihrer Tochter Isabella II. das Königliche Statut von 1834. Nach dieser Verfassung bestanden die Cortes aus zwei Kammern, dem Estamento de Próceres del Reino (Stand der angesehenen Persönlichkeiten) und dem Estamento de Procuradores del Reino (Stand der Fürsprecher des Königreiches).
Das Estamento de Próceres del Reino war als eine Art Oberhaus oder Senat gestaltet. Die lebenslange Mitgliedschaft in dieser Kammer ergab sich entweder aus der Geburt als Mitglied des Hochadels oder aus dem Amt eines Erzbischofs oder Bischofs oder aus einem der einzeln in der Verfassung aufgezählten Staatsämter oder Ämter in der Bildung und Wissenschaft. Darüber hinaus konnten Grundbesitzer und Geschäftsleute unter bestimmten Bedingungen zu lebenslangen Mitgliedern des Estamento de Próceres del Reino ernannt werden. Zusatzbedingung war bei allen Mitgliedern ein relativ hohes Mindesteinkommen. Die Zahl der Mitglieder dieser Kammer war grundsätzlich unbeschränkt.
Die Mitglieder des Estamento de Procuradores del Reino, einer Art Unterhaus oder Kongress, wurden in einem gestuften Wahlverfahren gewählt. Acht der 188 Mitglieder der ersten Wahlperiode wurden in Kuba, Puerto Rico und auf den Philippinen gewählt. Das Wahlrecht war an hohe Einkommensvoraussetzungen geknüpft. Diese Hürde führte dazu, dass im Jahr 1834 nur etwa 0,15 %, im Jahr 1836 nur etwa 0,55 % der Bevölkerung wahlberechtigt waren. Die Wahlen im Juli 1836 fanden nach den Regeln des neuen Wahlgesetzes vom 24. Mai 1836 statt. Dabei wurden in jeder Provinz je nach Einwohnerzahl ein oder mehrere Abgeordnete direkt gewählt. Das Land war durch das Dekret vom 30. November 1833 in 49 Provinzen aufgeteilt worden, die mit Ausnahme der Kanarischen Inseln etwa den heutigen Provinzen entsprachen.
Das Estamento de Procuradores del Reino (Kongress) hatte nicht das Recht, seinen Vorsitzenden selbst zu bestimmen. Er wurde vom König aus einer Vorschlagsliste des Parlamentes, die fünf Namen enthielt, ausgewählt. Der Vorsitzende des Estamento de Próceres del Reino (Oberhaus) wurde ohne Vorschlag direkt vom König ernannt. Das Königliche Statut sicherte den Abgeordneten Indemnität zu.
Das Recht der Gesetzesinitiative lag ausschließlich beim König. Keine der beiden Kammern hatte ein Initiativrecht. Beratungen über nicht vom König eingebrachte Materien waren dem Parlament untersagt. Das Parlament hatte das Recht, über Gesetzentwürfe und den Entwurf des Staatshaushaltes abzustimmen. Verträge mit auswärtigen Staaten mussten dem Parlament zur Genehmigung vorgelegt werden.
Die Wahlperiode betrug drei Jahre. Der König konnte das Parlament jederzeit mit sofortiger Wirkung auflösen. Er war verpflichtet, ein neues Parlament innerhalb eines Jahres einzuberufen. Das im Juli 1834 gewählte Parlament wurde im Januar 1836 vorzeitig aufgelöst. Das im Februar 1836 gewählte Parlament wurde im Mai 1836 vorzeitig aufgelöst. Das im Juli 1836 gewählte Parlament trat wegen der Wiedereinführung der Verfassung von 1812 nicht mehr zusammen. Die folgenden verfassungsgebenden Cortes wurden im September 1836 nach den Regeln der Verfassung von Cádiz gewählt.

### Verfassunggebende Cortes von 1837
Im Verlauf der Sargentada de La Granja, einer Meuterei, an der sich auch Mitglieder der königlichen Garde beteiligten, wurde die Regentin Maria Christina am 13. August 1836 genötigt, die Verfassung von Cádiz wieder in Kraft zu setzen und verfassungsgebende Cortes nach den Vorschriften dieser Verfassung einzuberufen.
Die Wahlen fanden im September 1836 statt. Die offizielle Eröffnung war am 24. Oktober 1836.
In dieser verfassungsgebenden Versammlung waren Abgeordnete mit progressistischen Ansichten in der Mehrheit. Nach Verabschiedung der neuen Verfassung von 1837 wurden diese Cortes am 4. November 1837 durch ein Dekret der Regentin Maria Christina nach den Regeln der neuen Verfassung aufgelöst.

### Cortes nach der Verfassung von 1837
Die spanische Verfassung von 1837 sah in Senat (Senado) und Kongress (Congreso de Diputados) zwei gleichberechtigte Kammern vor.
Die Mitglieder des Kongresses wurden in direkter Wahl mit den Provinzen als Wahlkreisen gewählt. Die überseeischen Gebiete waren in den Cortes nicht mit eigenen Abgeordneten vertreten. In jeder Provinz wurden wenigstens ein, höchstens neun Abgeordnete gewählt. Das Wahlgesetz schränkte das Wahlrecht auf männliche Personen über 25 Jahren ein. Diese mussten ein erhebliches Einkommen nachweisen. Das führte im Jahr 1837 dazu, dass knapp über 2 % der Bevölkerung wahlberechtigt waren.
Nach dem Wahlgesetz vom 20. Juli 1837 hatte der Senat 145 und der Kongress 241 Mitglieder.
Gleichzeitig mit den Wahlen zum Kongress wurden dreimal so viele Kandidaten, wie der Senat Sitze hatte, auf eine Vorschlagsliste gewählt. Aus dieser Vorschlagsliste wählte der König dann die Senatoren aus. Die Kandidaten für den Senat mussten 40 Jahre alt sein und über „ausreichende“ Mittel verfügen.
Der König berief die Cortes ein. Sollte er es unterlassen, die Cortes einzuberufen, sollten diese trotzdem am 1. Dezember zusammentreten. Der Kongress bestimmte seinen Präsidenten selbst. Der Präsident des Senates wurde vom König bestimmt. Die Verfassung sicherte den Abgeordneten Indemnität und Immunität zu.
Beide Kammern und der König hatten das Recht, Gesetzesinitiativen einzubringen. Gesetze und Verträge mit auswärtigen Staaten benötigten die Genehmigung beider Kammern. Die Cortes hatten nach der Verfassung auch das Recht, einen Regenten und einen Tutor für den minderjährigen König (in dem vorliegenden Fall die minderjährige Königin) zu bestimmen. Da die Verfassung keine Vorschriften über Verfassungsänderungen enthielt, sahen sich die beiden Kammern der Cortes im Jahr 1845 auch berechtigt, die Verfassung durch eine neue zu ersetzen.
Die Wahlperiode betrug drei Jahre. Während der Regierungszeit Isabellas bestimmte nicht das Parlament die Regierung, sondern die Regierung das Parlament. Wenn die Königin z. B. durch ein erfolgreiches Pronunciamiento gezwungen war, eine neue Regierung zu berufen, forderte diese üblicherweise die Königin bzw. die Regentin auf, das Parlament aufzulösen. Die anschließenden Neuwahlen wurden dann so manipuliert, dass die neue Regierung eine Mehrheit im Parlament erhielt.
Das im September 1837 gewählte Parlament wurde, nachdem es am 19. November offiziell eröffnet worden war, am 9. Februar 1839 beurlaubt und am 1. Juni 1839 vorzeitig aufgelöst.
Das im Juli 1839 gewählte Parlament wurde, nachdem es am 1. September offiziell eröffnet worden war, am 31. Oktober 1839 beurlaubt und am 18. November 1839 vorzeitig aufgelöst. Bei dieser Wahl waren 2,78 % der Bevölkerung wahlberechtigt.
Das im Januar 1840 gewählte Parlament wurde, nachdem es am 18. Februar 1840 offiziell eröffnet worden war, am 11. Oktober 1840 vorzeitig aufgelöst. Bei dieser Wahl waren 3,44 % der Bevölkerung wahlberechtigt.
Das im Februar 1841 gewählte Parlament wurde, nachdem es am 19. März 1841 offiziell eröffnet worden war, am 3. Januar 1843 vorzeitig aufgelöst. Mit der Mehrheit der Progressisten wählte dieses Parlament am 10. Mai 1841 Baldomero Espartero anstelle der Königinnenmutter Maria Christina zum neuen Regenten.
Das im Februar und März 1843 gewählte Parlament wurde, nachdem es am 3. April 1843 offiziell eröffnet worden war, am 26. Mai 1843 vorzeitig aufgelöst.
Das im Juli 1843 gewählte Parlament trat wegen einer Erhebung gegen den Regenten Espartero nicht zusammen.
Das im September 1843 gewählte Parlament wurde, nachdem es am 15. Oktober 1843 offiziell eröffnet worden war, am 27. Dezember 1843 beurlaubt und am 4. Juli 1844 vorzeitig aufgelöst. Dieses Parlament erklärte am 8. November 1843 die damals gerade 13 Jahre alt gewordene Isabella II. für mündig, obwohl die Verfassung eine Volljährigkeit erst mit dem 14. Lebensjahr vorsah.
Das im September 1844 gewählte Parlament wurde im März 1846 beurlaubt. Der Kongress versammelte sich noch einmal am 14. September 1846. Am 30. Oktober wurden die Cortes dann endgültig aufgelöst. Dieses Parlament verabschiedete eine neue Verfassung, die am 23. Mai 1845 von der Königin in Kraft gesetzt wurde.

### Erste Phase der Cortes nach der Verfassung von 1845

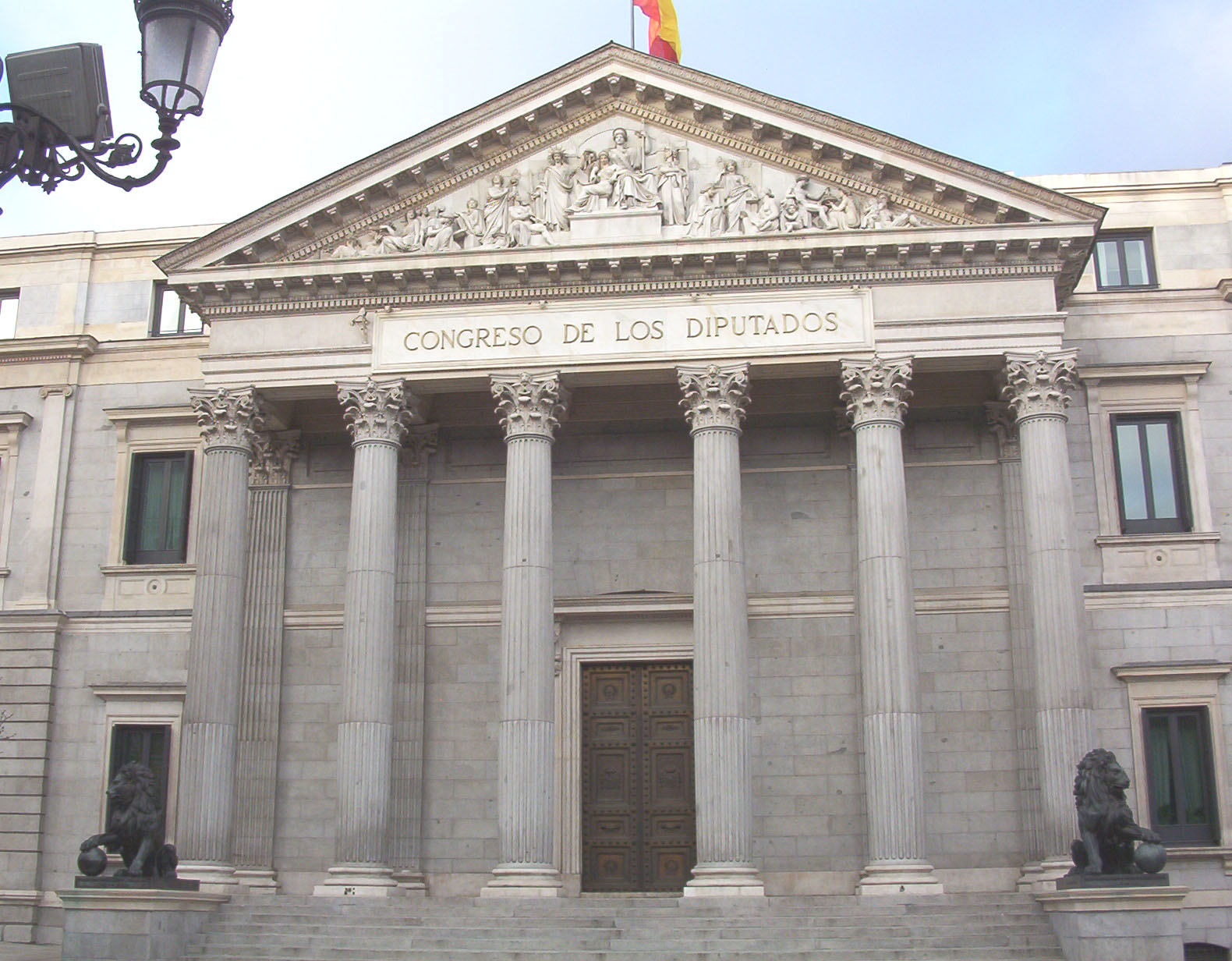
Das Gebäude des Kongresses wurde zwischen 1843 und 1850 erbaut

Die Spanische Verfassung von 1845 wurde auf der Grundlage der Verfassung von 1837 geschaffen. Sie sah auch zwei Kammern, den Senat (Senado) und den Kongress (Congreso de los Diputados), vor.
Die 349 Abgeordneten des Kongresses wurden weiterhin direkt gewählt. Die Provinzen wurden dazu 1846 in Wahlkreise unterteilt, in denen jeweils ein Abgeordneter gewählt wurde. Die Überseeischen Gebiete waren in den Cortes nicht mit eigenen Abgeordneten vertreten. Die Einkommensgrenzen für die Wahlberechtigung der über 25 Jahre alten männlichen Bevölkerung waren so angesetzt, dass im Jahr 1846 nur 97.100 Personen, das waren etwa 0,8 % der Bevölkerung, wahlberechtigt waren.
Für den Senat brachte die neue Verfassung von 1845 eine große Veränderung. Die Kandidaten wurden nicht mehr von den Wählern vorgeschlagen. Sie mussten vor ihrer Ernennung durch den König bestimmte staatliche oder kirchliche Ämter innegehabt haben oder dem Hochadel angehören und beträchtliche Einkünfte nachweisen. Der König konnte nach eigenem Belieben eine unbegrenzte Zahl von Senatoren auf Lebenszeit ernennen.
Der Kongress bestimmte seinen Präsidenten selbst. Der Präsident des Senates wurde vom König bestimmt. Die Verfassung sicherte den Abgeordneten Indemnität und Immunität zu.
Beide Kammern und der König hatten das Recht Gesetzesinitiativen einzubringen. Die Gesetze und Verträge mit auswärtigen Staaten benötigten die Zustimmung beider Kammern.
Während die Verfassung von 1837 die Zustimmung der Cortes zu einer Heirat der Königin erforderte, war in der Verfassung von 1845 nur noch die Zustimmung zu den Regelungen des Ehevertrags notwendig.
Die Wahlperiode der Kongressmitglieder betrug fünf Jahre. Die Cortes sollten sich jedes Jahr versammeln. Der König sollte die Versammlungen einberufen. Die Cortes hatten nicht das Recht, sich von sich aus zu versammeln. Der König war berechtigt, die Cortes zu beurlauben und aufzulösen. Im Fall der Auflösung mussten neue Cortes innerhalb von drei Monaten einberufen werden.
Das im Dezember 1846 gewählte Parlament wurde, nachdem es am 31. Dezember 1846 offiziell eröffnet worden war am 18. Februar 1850 beurlaubt und am 4. August 1850 vorzeitig aufgelöst. Bei dieser Wahl waren 0,79 % der Bevölkerung wahlberechtigt.
Das im August 1850 gewählte Parlament wurde, nachdem es am 31. Oktober 1850 offiziell eröffnet worden war am 7. April 1851 vorzeitig aufgelöst. Bei dieser Wahl waren 1,11 % der Bevölkerung wahlberechtigt.
Das im Mai 1851 gewählte Parlament wurde, nachdem es am 1. Juni 1851 offiziell eröffnet worden war, am 2. Dezember 1852 vorzeitig aufgelöst. Bei dieser Wahl waren 1,11 % der Bevölkerung wahlberechtigt.
Das im Februar 1853 gewählte Parlament wurde, nachdem es am 1. März 1853 offiziell eröffnet worden war, am 10. Dezember 1853 beurlaubt. Das Parlament löste sich als Folge der Aufstände im Juli 1854 ohne ein Dekret oder einen Beschluss auf.

### Verfassunggebende Cortes von 1854
Auf Drängen der neuen Regierung der Generäle Baldomero Espartero und Leopoldo O’Donnell ordnete Königin Isabella II. am 11. August 1854 Wahlen zu einer Verfassunggebenden Versammlung an.
Die Wahlen sollten grundsätzlich nach dem Wahlgesetz vom 20. Juli 1837 stattfinden, allerdings sollte die Zahl der Abgeordneten 349 betragen. Die überseeischen Gebiete waren in den Cortes nicht mit eigenen Abgeordneten vertreten. Die verfassungsgebenden Cortes wurden als Einkammerparlament eingerichtet.
Das Parlament nahm seine Arbeit am 8. November 1854 auf. In diesen Cortes waren die Progressisten und die Vertreter der Liberalen Union, eines Zusammenschlusses von gemäßigten Progressisten und fortschrittlichen Moderados, in der Mehrheit.
Die Cortes wurden zwar als verfassungsgebende Versammlung (Cortes Constituyentes) gewählt, sie beschränkten ihre Arbeit aber nicht auf die Erarbeitung einer neuen Verfassung. Die Cortes verabschiedeten Gesetze zu verschiedenen Materien. Von besonderer Bedeutung waren die Desamortisationsgesetze die auf Entwürfe des Finanzministers Madoz zurückgingen. Die Einberufung der Cortes im Jahr 1854 entsprach nicht der Verfassung von 1845; in der Praxis war die Verfassung noch Grundlage der Arbeit der Cortes und der Regierung.
Nach Unruhen in verschiedenen Gegenden des Landes ernannte Königin Isabella II. General Leopoldo O’Donnell zum Ministerpräsidenten. Da er im Parlament keine Mehrheit mehr hatte, ließ er es durch die Königin auflösen. Das Königliche Dekret vom 2. September 1856 erklärte die Sitzungen der verfassungsgebenden Cortes für endgültig geschlossen und ihre Aufgabe für beendet, obwohl keine neue Verfassung in Kraft gesetzt wurde.
Nachdem die verfassungsgebenden Cortes am 2. September 1856 aufgelöst worden waren, ohne dass eine neue Verfassung in Kraft gesetzt wurde, unterschrieb die Königin am 15. September 1856 auf Drängen O’Donnells die Acta adicional a la Constitución de la Monarquia Española, einen Zusatz zur Verfassung von 1845. Diese Verfassungsänderung wurde ohne jede Beteiligung eines Parlamentes erlassen und damit auch die Verfassung von 1845, falls sie denn außer Kraft gesetzt war, wieder in Kraft gesetzt.
Die Rechte des Parlaments wurden durch die Acta adicional in einigen Punkten verändert. Die Anzahl der Senatoren wurde auf 140 begrenzt. Die Tagungsperioden der Cortes sollten wenigstens vier Monate pro Jahr betragen. Falls sich die beiden Kammern nicht über einen Staatshaushalt einigen könnten, sollte der Haushalt des Vorjahres weiter gelten. Der König sollte Amnestien und allgemeine Straferlasse nicht ohne Zustimmung der Cortes aussprechen können.
Diese Änderung wurde bereits am 14. Oktober 1856, also noch vor der nächsten Wahl wieder aufgehoben.

### Zweite Phase der Cortes nach der Verfassung von 1845
Im März 1857 fand eine Wahl des Kongresses nach den Regeln der Verfassung von 1845 und dem Wahlgesetz vom 18. März 1846 statt. Bei dieser Wahl war aufgrund der geforderten Einkommensverhältnisse der Wähler etwa 1 % der Bevölkerung wahlberechtigt. Die überseeischen Gebiete waren in den Cortes nicht mit eigenen Abgeordneten vertreten. Die Parlamentseröffnung fand für beide Kammern am 1. Mai 1857 statt. Die Moderados stellten in diesen Cortes die Mehrheit der Abgeordneten.
Durch das Gesetz vom 17. Juli 1857 wurde die Verfassung von 1845 erneut geändert. Diese Veränderung betraf in erster Linie die Zusammensetzung des Senats. Die Erzbischöfe, die Vorsitzenden der obersten Gerichtshöfe und die Generalkapitäne waren ohne besondere Ernennung Mitglieder. Inhaber oder ehemalige Inhaber anderer hoher Staats- oder Kirchenämter konnten vom König ernannt werden.
Das im März 1857 gewählte Parlament wurde am 6. Mai 1858 beurlaubt und am 11. September 1858 vorzeitig aufgelöst.
Das im Oktober 1858 gewählte Parlament wurde, nachdem es am 1. Dezember 1858 offiziell eröffnet worden war, erst am 12. August 1863 aufgelöst. In diesen Cortes waren mehrheitlich Abgeordnete der Liberalen Union, einem Zusammenschluss von gemäßigten Progressisten und fortschrittlichen Moderados, vertreten. 1,02 % der Bevölkerung war wahlberechtigt.
Das im Oktober 1863 gewählte Parlament wurde, nachdem es am 3. November 1863 offiziell eröffnet worden war, am 23. Juni 1864 beurlaubt und am 22. September 1864 vorzeitig aufgelöst. 1,1 % der Bevölkerung war wahlberechtigt. In diesem und den bis 1869 gewählten Cortes bildeten die konservativ eingestellten Abgeordneten der Moderados eine Mehrheit.
Am 20. April 1864 wurde die 1857 vorgenommene Änderung der Verfassung von 1845 rückgängig gemacht. Die Ernennung der Mitglieder des Senats erfolgte nun wieder wie in der Zeit von 1845 bis 1854.
Das im November 1864 gewählte Parlament wurde, nachdem es am 22. Dezember 1864 offiziell eröffnet worden war, am 11. Juli 1865 beurlaubt und am 10. Oktober 1865 vorzeitig aufgelöst.
Das im Dezember 1865 gewählte Parlament wurde, nachdem es am 27. Dezember 1865 offiziell eröffnet worden war, am 2. Oktober 1866 beurlaubt und am 30. Dezember 1866 vorzeitig aufgelöst. 2,67 % der Bevölkerung waren wahlberechtigt.
Das im März 1867 gewählte Parlament wurde, nachdem es am 13. März 1867 offiziell eröffnet worden war am 22. Mai 1868 beurlaubt. 2,38 % der Bevölkerung waren wahlberechtigt. Eine formale Auflösung der Cortes fand aufgrund der politisch wirren Situation nicht statt. Die Einberufung der Verfassunggebenden Cortes im Dezember 1868 stellte auch eine Auflösung der bestehenden Versammlungen dar.

### Verfassungsgebende Cortes von 1869
Nachdem 1868 die Regierung gestürzt und die Königin ins Exil gegangen war, bildete General Francisco Serrano Domínguez im Oktober eine Übergangsregierung.
Am 9. November 1868 wurde das Gesetz über die Durchführung allgemeiner Wahlen erlassen. In diesem Gesetz wurden Kommunalwahlen, Wahlen zu den Provinzialräten und die Wahlen zu den Cortes grundsätzlich geregelt. Wahlberechtigt bei allen diesen Wahlen waren Männer über 25 Jahren ohne Einkommens- oder Besitzvoraussetzungen. Es wurden jeweils ein bis sechs Abgeordnete auf Provinzebene gewählt. Provinzen, die mehr als sechs Abgeordnete zu wählen hatten, wurden in zwei oder drei Wahlbezirke geteilt. Die überseeischen Gebiete sollten in den Cortes mit eigenen Abgeordneten vertreten sein.
Vom 15. bis zum 18. Januar 1869 wurde dann eine Verfassunggebende Versammlung als Einkammerparlament gewählt. Wahlberechtigt waren 3,8 Millionen Spanier. Das waren 24 % der Bevölkerung. Am 11. Februar 1869 traten die verfassunggebenden Cortes (Cortes Constituyentes) zu ihrer Eröffnungssitzung zusammen. 236 Abgeordnete wurden der monarchisch-demokratischen Richtung zugerechnet, darunter waren 156 Progressisten. Die Republikaner erhielten 85 Sitze.
Am 1. Juni 1869 wurde die neue „Demokratische Verfassung der Spanischen Nation“ verkündet. In der Verfassung hatten die Cortes sich für die Regierungsform einer demokratischen Monarchie (Konstitutionelle Monarchie) entschieden. Wie bereits die verfassunggebenden Cortes von 1812, 1836 und 1854 beschränkten die Cortes ihre Tätigkeit nicht auf die Erarbeitung einer Verfassung. Für eine Übergangszeit, die 19 Monate dauerte, wählten die Cortes am 16. Juni 1869 General Serrano zum Regenten. Am 16. November 1870 wählten sie dann Amadeus von Savoyen mit 191 von 311 Stimmen zum König.
Nach seiner Ankunft in Madrid am 2. Januar 1871 wurde Amadeus zum König proklamiert. Er legte vor den Cortes seinen Eid ab. Am gleichen Tag löste er die Cortes auf.

### Cortes nach der Verfassung von 1869
Die Spanische Verfassung von 1869 sah Cortes vor, die aus zwei gleichberechtigten Kammern, einem Senat und einem Kongress, bestanden. Die Abgeordneten wurden in der Verfassung als Vertreter des ganzen Volkes, nicht nur als Vertreter ihres Wahlkreises bezeichnet. Die überseeischen Gebiete waren in den Cortes mit eigenen Abgeordneten vertreten.
Das Wahlgesetz vom 20. August 1870 regelte die Einzelheiten für Wahlen aller Art. Aktives Wahlrecht besaßen alle volljährigen männlichen Personen. Das aktive Wahlrecht wurde durch keine Einkommensgrenzen eingeschränkt.
In jeder Provinz wurden vier Senatoren gewählt. Die Senatoren wurden durch die Provinzialversammlung und durch Wahlmänner gewählt, die gleichzeitig mit den Kongressabgeordneten bestimmt worden waren. Die Kandidaten für das Amt eines Senators mussten 40 Jahre alt sein und eines der in der Verfassung aufgezählten staatlichen oder kirchlichen Ämter innehaben oder gehabt haben. Außerdem konnten die Personen, die in hohem Maße zum Steueraufkommen einer Provinz beitrugen, zu Senatoren gewählt werden. Der Senat sollte bei jeder Wahl des Kongresses zu einem Viertel neu besetzt werden.
Die Abgeordneten des Kongresses wurden in direkter Wahl gewählt. Die Provinzen wurden dazu in so viele Wahlkreise eingeteilt, wie Abgeordnete zu wählen waren.
Die Cortes sollten wenigstens ein Mal im Jahr, spätestens zum 1. Februar, für mindestens vier Monate vom König einberufen werden.
Beide Kammern sollten sich eine eigene Geschäftsordnung geben und ihr Präsidium selber bestimmen.
Die beiden Kammern sollten weder zusammen noch in der Gegenwart des Königs tagen.
Beide Kammern und der König hatten das Initiativrecht.
Alle Gesetze konnten nur mit einer Mehrheit in beiden Kammern verabschiedet werden.
Über das Gesetzgebungsrecht hinaus stand den Cortes das Recht zu den Regenten des Königreiches zu bestimmen.
Während für den Kongress eine Wahlperiode von drei Jahren vorgesehen war, sollte der Senat alle drei Jahre zu einem Viertel erneuert werden.
Die ersten Cortes während der Regierungszeit Amadeus’ wurden am 8. März 1871 gewählt und wurden am 3. April offiziell eröffnet. Am 24. Januar 1872 löste König Amadeus I. die Cortes auf.
Im April 1872 wurden Cortes gewählt, die am 24. April 1872 offiziell eröffnet und bereits am 28. Juni 1872 aufgelöst wurden.
Nach dem Rücktritt des Königs Amadeus I. am 10. Februar 1873 tagten der im August 1872 gewählte Senat und der Kongress zusammen als Nationalversammlung (Asamblea Nacional). Diese Nationalversammlung erklärte am 11. Februar 1873 mit 258 gegen 32 Stimmen die Republik zur Regierungsform Spaniens. Am 11. März 1873 beschlossen die als Nationalversammlung gemeinsam tagenden Kammern der Cortes die Einberufung von verfassunggebenden Cortes als Einkammerparlament für den 1. Juni 1873. Am 24. April 1873 löste sich die Nationalversammlung durch eigenen Beschluss auf.

### Verfassunggebende Cortes von 1873
Am 11. März 1873 beschlossen die als Nationalversammlung gemeinsam tagenden Kammern der Cortes die Einberufung von Verfassunggebenden Cortes als Einkammerparlament für den 1. Juni 1873. Das Wahlverfahren sollte dem Verfahren entsprechen, das die Verfassung von 1869 für die Wahl des Kongresses vorsah. Die überseeischen Gebiete waren in den Cortes mit eigenen Abgeordneten vertreten.
Bei den Wahlen zu den Verfassunggebenden Cortes ergab sich bei einer Wahlenthaltung von ca. 60 % eine föderalistisch-republikanische Mehrheit.
Innerhalb des Parlamentes konnte keine Einigkeit über die Art der Organisation der Republik erzielt werden.
Nachdem am 2. Januar 1874 der Regierung des Ministerpräsidenten (Presidente del Poder Ejecutivo) Emilio Castelar mit 100 zu 120 Stimmen nicht das Vertrauen ausgesprochen wurde, besetzte das Militär unter der Führung von General Manuel Pavía am 3. Januar 1874 das Parlament. Durch ein Dekret vom 8. Januar löste die neu gebildete Regierung des Ministerpräsidenten (Presidente del Poder Ejecutivo) Serrano die Cortes auf. Das Auflösungsdekret kündigte an, dass Neuwahlen stattfinden sollten, wenn die notwendige Ordnung zur Durchführung allgemeiner Wahlen wiederhergestellt sei.
Durch das Pronunciamiento von General Arsenio Martínez-Campos im Dezember 1874 wurde der Sohn Isabellas II., Alfons XII., der bei der Königswahl im November 1870 nur zwei von 311 Stimmen bekommen hatte, zum König proklamiert. Isabella II. hatte zuvor zu seinen Gunsten auf den Thron verzichtet und verbrachte bis zu ihrem Tod noch mehrere Jahrzehnte im Exil.

### Verfassunggebende Cortes von 1876
Nach dem Pronunciamiento des Generals Arsenio Martínez-Campos übernahm Antonio Cánovas del Castillo am 31. Dezember 1874 die Regierung. Ein Jahr später wurden am 31. Dezember 1875 Wahlen zu Verfassunggebenden Cortes für den 20. Januar 1876 angeordnet. Die Wahlen sollten so durchgeführt werden wie es in der Einberufung der Cortes von 1872 geregelt war. D.h. die Wahlen sollten so durchgeführt werden wie die letzten Wahlen nach der Verfassung von 1869. Die Verfassunggebenden Cortes bestanden aus einem Senat und einem Kongress.
Die Kongressabgeordneten wurden in einzelnen Wahlkreisen gewählt. Dazu wurden die Provinzen in so viele Wahlkreise eingeteilt wie Abgeordnete zu wählen waren. Die überseeischen Gebiete waren mit eigenen Abgeordneten vertreten.
Die Senatoren wurden auf Provinzebene indirekt gewählt. Die Kandidaten mussten eines der in der Verfassung genannten politischen, militärischen, universitären oder kirchlichen Ämter innehaben oder innegehabt haben oder einer der wichtigsten Steuerzahler der Provinz sein.
Etwa die Hälfte der Abgeordneten der Verfassunggebenden Cortes von 1876 war bereits Mitglied in den Cortes von 1872.
Durch verschiedene Arten der Wahlmanipulation erreichten die Liberal Konservativen (die Partei Cánovas) 333 Sitze, die Opposition 58 Sitze.
Die neue Verfassung wurde am 30. Juni 1876 verkündet. Wie bereits frühere Cortes, die als Verfassungsgebende Versammlung gewählt waren, beschränkten auch die Cortes von 1876 ihre Arbeit nicht auf die Erarbeitung einer Verfassung. Der Senat wurde durch ein Dekret vom 8. Februar 1877 aufgelöst und für den 5. April 1877 nach der neuen Form wieder einberufen.
Durch ein Dekret vom 21. Dezember 1878, das sich bereits auf Artikel 32 der Verfassung von 1876 bezog, wurden die Cortes am 10. März 1879 offiziell aufgelöst.

### Cortes nach der Verfassung von 1876
Die Spanische Verfassung von 1876 sah die Cortes als ein Zweikammerparlament vor, das aus dem Senat und dem Kongress bestand. Der Senat bestand aus bis zu 360 Mitgliedern davon maximal 180 Mitgliedern auf Lebenszeit.
Dabei handelte es sich um Mitglieder des Hochadels, die Generalkapitäne der Armee und der Marine, den Patriarchen der überseeischen Bistümer und den Erzbischöfen. Der Präsidenten des Staatsrates, die Vorsitzenden des obersten Gerichtshofes und des Rechnungshofes, des obersten Kriegsrates und der Marine wurden nach dem ersten Amtsjahr Mitglieder des Senates. Die anderen 180 Mitglieder des Senates wurden gewählt. Die Wahlen zum Senat wurden durch das Gesetz vom 8. Februar 1877 geregelt. Wählbar waren männliche Personen über 35 Jahren die eines der in der Verfassung aufgezählten Ämter innehatten oder innegehabt hatten. 30 Senatoren wurden von verschiedenen Institutionen wie den Domkapiteln der Kirchenprovinzen, den Königlichen Akademien, den Universitäten und den Sociedades Economicas de Amigos del País gewählt. Die anderen Senatoren, drei in jeder der 50 Provinzen, wurden von den Provinzialparlamenten und den Vertretern der Städte gewählt und vom König auf Zeit ernannt. Im Senat waren bis 1899 auch gewählte und auf Lebenszeit ernannte Senatoren aus Kuba und Puerto Rico vertreten.
Das aktive Wahlrecht für die Kongresswahlen hatten männliche Personen über 25 Jahren, die entweder eine Steuer von wenigstens 25 Peseten pro Jahr aus landwirtschaftlichem Besitz oder 50 Peseten aus industriellen Einnahmen zahlten. Die Überseeischen Gebiete waren bis zum Spanisch-Amerikanischen Krieg in den Cortes durch Abgeordnete aus Kuba und Puerto Rico vertreten.
Die Beschränkung des Wahlrechtes wurde im Wahlgesetz vom 26. Juni 1890 aufgehoben.
Das Wahlgesetz von 1907 brachte weitere Veränderungen im Wahlverfahren. Es wurde eine Wahlpflicht eingeführt. Die Wählerverzeichnisse wurden nicht mehr von den Stadtverwaltungen angelegt, sondern von einem Institut für Geografie und Statistik (Instituto Geográfico y Estadístico). Es gab die Möglichkeit einer Wahlprüfung durch den Obersten Gerichtshof. Wenn sich nicht mehr Kandidaten zur Wahl stellten als Sitze im Wahlkreis zu vergeben waren, konnten die Kandidaten ohne Wahl als gewählt erklärt werden.
Die Wahlperiode betrug fünf Jahre. Die Kongressabgeordneten vertraten einzeln und zusammen die Nation also nicht einen Wahlkreis. Im Wahlgesetz vom 28. Dezember 1878 wurden die Wahlkreise neu eingeteilt. Sie stimmten häufig nicht mehr mit den Provinzen überein. Es wurden Wahlkreise geschaffen, in denen ein oder mehrere Abgeordnete zu wählen waren.
Die Kammern wählten ihre Vorsitzenden selber. Grundsätzlich bestanden Immunität und Indemnität. Beide Kammern hatten das Initiativrecht. Die Befugnis, Gesetze zu erlassen, lag bei den Cortes zusammen mit dem König. Der König hatte ein Vetorecht bei der Gesetzgebung.
In dem Pacto del Pardo, der nach dem Tod des Königs Alfons XII. im Jahr 1885 vereinbart wurde, verabredeten die Liberalen, vertreten durch Práxedes Mateo Sagasta und die Konservativen, vertreten durch Antonio Cánovas del Castillo in der Zukunft in der Regierung abzuwechseln und keine Gesetze zu beschließen, die bei einem Machtwechsel sofort wieder aufgehoben würden. Nachdem ein neuer Ministerpräsident ernannt war, wurden Neuwahlen abgehalten und der neue Ministerpräsident erhielt durch entsprechende Manipulation eine Mehrheit in den Cortes.

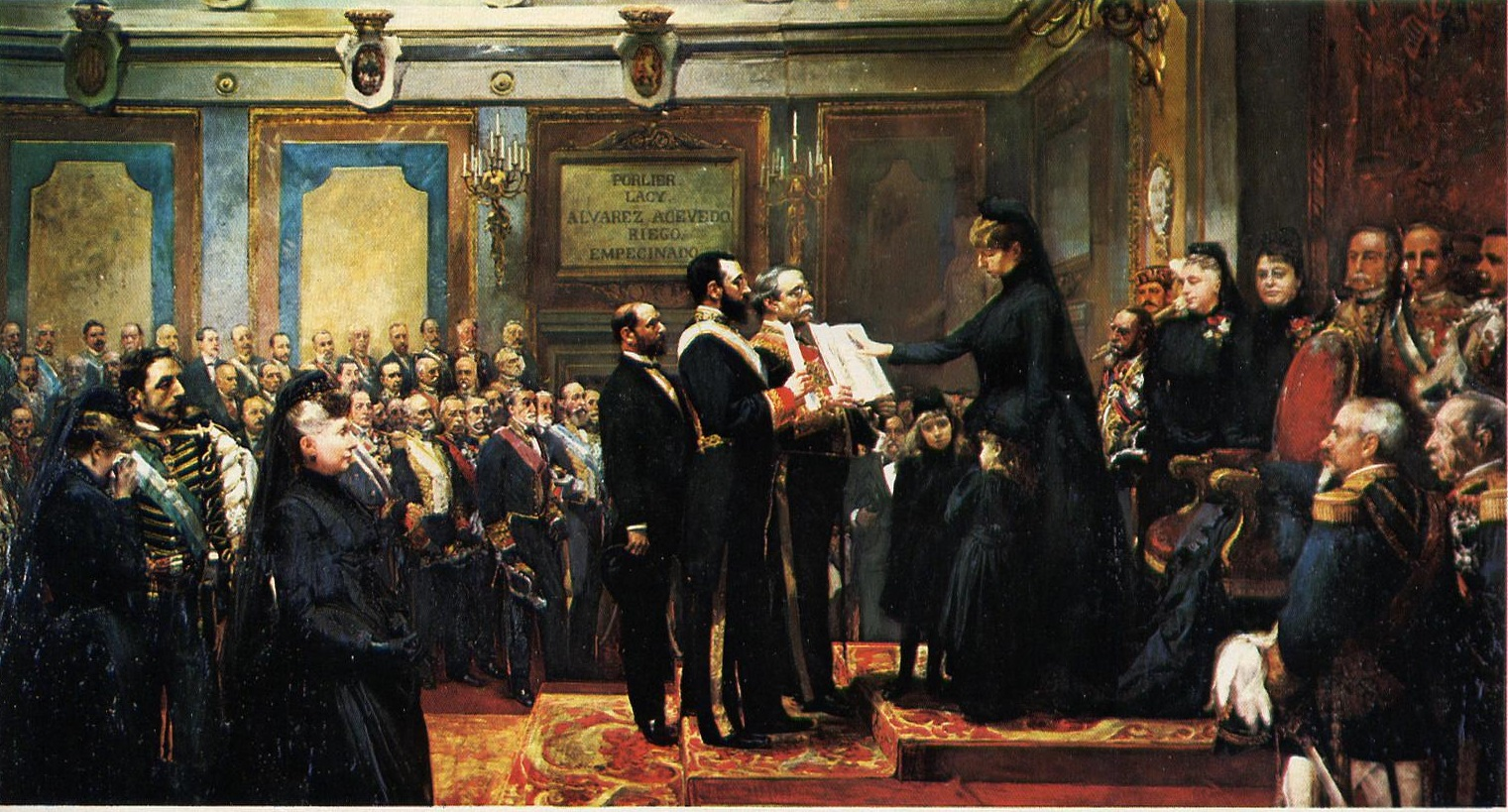
Die Regentin Maria Christina schwört 1885 auf die Verfassung von 1876

Am 30. Dezember 1885, ein Monat nach dem Tod des Königs Alfons XII. und fünf Monate vor der Geburt des Königs Alfons XIII. wurde die Regentin Maria Christina in einer gemeinsamen Sitzung des Senats und des Kongresses vereidigt.
Bei Eintritt seiner Volljährigkeit im Mai 1902 wurde Alfons XIII. in einer gemeinsamen Sitzung des Senats und des Kongresses vereidigt.
Nachdem durch das neue Wahlrecht von 1907 eine direkte Wahlfälschung nicht mehr so einfach war, setzte die Fälschung bei der Kandidatenaufstellung an. Die Regelung, dass keine Wahl stattfinden musste, wenn es in einem Wahlkreis nicht mehr Bewerber als zu vergebende Parlamentssitze gab, führte dazu, dass über ein Viertel der Abgeordneten ohne Wahl ins Parlament kam.
Im Jahr 1921 wurde die spanische Armee in der Schlacht von Annual vernichtend geschlagen. Als im Jahr 1923 das Parlament eine Untersuchung der Vorgänge durchführte, die zu den Verlusten in Spanisch-Marokko geführt hatten, war das der Anlass für ein Pronunciamiento unter dem Generalkapitän von Katalonien General Miguel Primo de Rivera am 13. September 1923. Am 15. September beauftragte König Alfons XIII. Miguel Primo de Rivera mit der Bildung einer Militärregierung. Er versicherte, dass sein Ziel darin bestehe, die Gültigkeit der Verfassung nur so lange zu unterbrechen, bis untadelige Politiker zur Verfügung ständen, die sich nicht vom eigenen Vorteil, sondern von den Interessen des Landes leiten ließen. Die am 29. April 1923 gewählten Cortes wurden am 15. September 1923 aufgelöst.

### Nationalversammlung von 1927
In der Zeit zwischen dem Staatsstreich durch Miguel Primo de Rivera im September 1923 und der Wahl der Verfassunggebenden Cortes der Zweiten Republik am 26. Juni 1931 fanden in Spanien keine Corteswahlen statt und die Cortes traten nicht zusammen. Um dem System der Diktatur Primo de Riveras nach außen eine gewisse demokratische Legitimation zu verschaffen, wurde am 10. Oktober 1927 eine Nationalversammlung (Asamblea Nacional) in Anwesenheit des Königs Alfons XIII. eröffnet. Diese Nationalversammlung tagte im Gebäude des Kongresses der Cortes.
Von den 400 Mitgliedern der Nationalversammlung waren 150 Vertreter der Provinz- und Stadtverwaltungen, 131 Vertreter des Öffentlichen Lebens, 61 vom König berufene Mitglieder und 58 Vertreter des Staates. An der Nationalversammlung nahmen insgesamt auch 18 Frauen als ordentliche Mitglieder teil.
Die Vertreter des Öffentlichen Lebens wurden von verschiedenen Organisationen und Institutionen wie den Königlichen Akademien, der Ärzte- und der Anwaltskammer, dem Katholischen Gewerkschaftsbund usw. bestimmt.
Die Nationalversammlung arbeitete fast ausschließlich in Ausschüssen, sie hatte keinerlei Gesetzgebungsbefugnisse. Ihre Hauptaufgabe war die Erarbeitung einer neuen Verfassung. Es war vorgesehen, dass über diese Verfassung im Jahr 1930 in einer Volksabstimmung entschieden werden sollte.
Nach dem Rücktritt Miguel Primo de Riveras am 28. Januar 1930 wurde die Nationalversammlung am 15. Februar 1930 aufgelöst, ohne dass eine neue Verfassung in Kraft gesetzt wurde.

### Verfassunggebende Cortes von 1931
Nach dem Rücktritt Primo de Riveras wollte die neue Regierung des Ministerpräsidenten Dámaso Berenguer Fusté Corteswahlen durchführen lassen. Nach einer Welle von Erklärungen der verschiedenen Parteien, die zu einem Boykott aufriefen, und wegen der allgemeinen wirtschaftlichen Situation trat die Regierung zurück. Der neue Ministerpräsident Admiral Juan Bautista Aznar Cabañas ließ am 12. April 1931 Kommunalwahlen durchführen. Bei diesen Wahlen erhielten die Republikaner zumindest in den großen Städten eine klare Mehrheit der Stimmen. Am 14. April 1931 ging König Alfons XIII., ohne formal abzudanken, nach Frankreich ins Exil.
Bereits im August 1930 hatten sich Vertreter verschiedener republikanischer Parteien im Vertrag von San Sebastián (Pacto de San Sebastián) darauf verständigt, einen Revolutionsausschuss (comité revolucionario) unter dem Vorsitz von Niceto Alcalá Zamora zu bilden. Am 14. April 1931 wurde die Zweite Spanische Republik proklamiert und eine Übergangsregierung unter Niceto Alcalá Zamora gebildet.
Die Verfassunggebenden Cortes der Republik wurden als Einkammerparlament einberufen. Grundlage für die Wahl war das Wahlgesetz von 1907. Durch das Gesetz vom 8. Mai 1931 wurden an diesem Gesetz Veränderungen vorgenommen. Die meisten Wahlkreise waren identisch mit den Provinzen. Nur große Städte wurden als gesonderte Wahlkreise eingerichtet, teilweise unter Einbeziehung des Umlands. Wahlberechtigt waren alle männlichen Personen über 23 Jahren. Frauen hatten zwar nicht das aktive Wahlrecht, waren aber wählbar. Die Möglichkeit die Kandidaten ohne Wahl zu ernennen, wenn keine Gegenkandidaten vorhanden waren, wurde abgeschafft.
Bei der Wahl am 28. Juni 1931erreichten die Republikaner und Sozialisten zusammen ca. 90 % der Sitze in den Cortes. Dabei handelte es sich um eine Koalition aus etwa 19 unterschiedlichen Parteien. Stärkste Partei wurde die PSOE mit 116 von 439 Sitzen (26,4 %). In Madrid wurden zwei Frauen in die Verfassunggebenden Cortes gewählt.
Die neue Spanische Verfassung von 1931 wurde am 9. Dezember von den Cortes verabschiedet. Wie bereits frühere Verfassunggebende Versammlungen beschränkten die im Juni 1931 gewählten Cortes ihre Tätigkeit nicht auf die Schaffung einer neuen Verfassung. Am 10. Dezember 1931 wählten die Cortes, noch nicht nach den Regeln der neuen Verfassung, Niceto Alcalá Zamora mit 362 von 410 Stimmen zum Präsidenten der Republik. Die zwei Jahre der Legislaturperiode von 1931 bis 1933 sind als die zwei Jahre der Reformen (Bienio de las Reformas) bekannt geworden. Ein großer Teil der Reformen, die von den Cortes beschlossen wurden, waren bereits von der Übergangsregierung als Dekrete in Kraft gesetzt oder vorbereitet worden. Der Schwerpunkt der Gesetzgebung lag auf dem Gebiet der Weiterführung der Öffentlichen Arbeiten, der Ausweitung der staatlichen Bildungs- und Kulturpolitik und der Sozial- und Arbeitsgesetze. Die Gesetze zur Agrarreform wurden zwar von den Cortes beschlossen, aber nur zu einem kleinen Teil umgesetzt.
Nach einer länger andauernden Regierungskrise löste der Präsident der Republik Niceto Alcalá Zamora die Cortes am 9. Oktober 1933 auf.

### Cortes nach der Verfassung von 1931
Nach Auflösung der Verfassunggebenden Cortes wurden am 19. November 1933 die ersten Wahlen nach der neuen Verfassung von 1931 abgehalten. Die Wahl der Abgeordneten wurde in der Verfassung ausdrücklich als allgemein, gleich, direkt und geheim bezeichnet. Wahlberechtigt waren alle Personen über 23 Jahren ohne Rücksicht auf das Geschlecht oder den Personenstand. Es bestand keinerlei Einschränkung des Wahlrechtes im Bezug auf Einkommen, Steuerzahlung oder Bildung.
Die Wahlperiode betrug vier Jahre. Spätestens 60 Tage nach Auflösung der Cortes mussten Neuwahlen stattfinden. Die Verfassung garantierte Immunität und Indemnität. Der Beginn der Sitzungsperioden war in der Verfassung festgeschrieben.
Die Macht der Gesetzgebung lag bei dem Volk, das diese durch die Cortes oder den Kongress der Abgeordneten ausübte. Die Verfassung benutzte die Begriffe Cortes und Congreso de los Diputados synonym. Das Initiativrecht lag bei der Regierung und den Cortes. Wenn 15 % der Wahlberechtigten dies verlangten, konnten Volksbegehren und Volksentscheide durchgeführt werden.
Das Parlament konnte die Anwesenheit des Ministerpräsidenten bei den Sitzungen verlangen. Durch ein mit absoluter Mehrheit ausgesprochenes Misstrauensvotum konnten sowohl der Ministerpräsident als auch einzelne Minister zum Rücktritt gezwungen werden.
Die Wahlversammlung zur Wahl des Präsidenten der Republik bestand zur Hälfte aus den Abgeordneten des Kongresses und zu einer weiteren Hälfte aus Abgeordneten, die auf die gleiche Art wie die Kongressabgeordneten bestimmt wurden.
Der Präsident konnte die Cortes innerhalb seiner Amtszeit von sechs Jahren zwei Mal auflösen, wenn er es für notwendig erachtete. Eine genaue Definition, wann diese Notwendigkeit bestand, enthielt die Verfassung nicht.
Die Cortes hatten die Aufgabe, wenn die vorhergehenden Cortes durch den Präsidenten aufgelöst worden waren, zu überprüfen, ob diese Auflösung begründet war. War dies nach Ansicht der absoluten Mehrheit der Cortes nicht der Fall, war der Präsident damit abgesetzt. Das Parlament konnte auch ohne Anlass mit einer 3/5-Mehrheit eine Wahlversammlung einberufen. Diese Wahlversammlung konnte dann den Präsidenten in seinem Amt bestätigen oder einen neuen Präsidenten wählen.
19. November 1933 fanden Parlamentswahlen auf der Grundlage der Verfassung von 1931 statt. Dies war die erste Corteswahl bei der Frauen auch das aktive Wahlrecht hatten. Es wurden fünf Frauen Abgeordnete der Cortes. Vier waren Mitglieder der Sozialisten und der CEDA. In dieser Wahl erhielten die rechtsgerichteten Parteien 204, die linksgerichteten Parteien 94 und das Zentrum 168 Sitze. Das Wahlergebnis spiegelte, wie schon das Ergebnis der Wahlen zu der Verfassunggebenden Versammlung, nicht unbedingt den Wählerwillen wider, da das Wahlsystem die Parteien bevorzugte, die sich mit anderen Parteien zu Wahlvereinigungen zusammenschlossen oder durch Wahlabsprachen auf Kandidaturen gegeneinander verzichteten.
Während der folgenden schwarzen zwei Jahre (Bienio negro) wurde ein großer Teil der Gesetze der vorherigen zwei Jahre, besonders im Bereich der Sozial- und Agrarpolitik durch die entsprechende Mehrheit im Parlament wieder rückgängig gemacht.
Nach einer Kabinettskrise und allgemeinen Unruhen, besonders in Katalonien, löste der Präsident am 7. Januar 1936 die Cortes auf und setzte Neuwahlen für den 16. Februar 1936 an. Zu diesen Wahlen bildeten die verschiedenen Parteien der Linken ein Wahlbündnis unter der Bezeichnung Volksfront (Frente Popular). Dieses Bündnis erhielt bei einer Wahlbeteiligung von 73 % aufgrund des Wahlsystems gemessen an der Zahl der Stimmen eine unverhältnismäßig große Anzahl von Sitzen. Es wurden fünf Frauen Mitglieder der Cortes.
Am 7. April 1936 setzten die Cortes den Präsidenten der Spanischen Republik Niceto Alcalá Zamora mit 238 von 417 Stimmen dadurch ab, dass sie ihm vorwarfen, das Parlament unbegründet aufgelöst zu haben. Die Neuwahl fand durch die nach der Verfassung vorgesehenen Wahlversammlung statt. Manuel Azaña wurde mit 754 von 911 Stimmen (82,7 %) gewählt.
Durch den im Juli 1936 begonnenen Bürgerkrieg war eine Arbeit der Cortes nicht mehr möglich. Neuwahlen fanden nicht statt. Als offizielles Datum der Auflösung der am 16. Februar 1936 gewählten Cortes gilt der 2. Februar 1939.

### Cortes nach dem Gesetz zur Einrichtung der Cortes von 1942
Am 1. Oktober 1936 ernannte die Junta de Defensa, die bisherige kollektive Führung der nationalistischen Aufständischen, Francisco Franco y Bahamonde zum Generalisimo y Jefe de Estado (Obersten Heerführer und Staatschef) und übertrug ihm damit die gesamte Macht im Staat. Franco besaß die uneingeschränkte Gesetzgebungskompetenz. Die Beratung oder Zustimmung durch einen Ministerrat oder ein Parlament waren nicht notwendig. Am 17. Juli 1942 erließ er das Gesetz zur Einrichtung der Cortes (Ley Constitutiva de las Cortes) das die Einrichtung eines Einkammerparlaments vorsah.
In der Präambel des Gesetzes wurde festgestellt, dass die Cortes in ihrer Zusammensetzung und Befugnissen an die glorreiche Spanische Tradition anknüpften. Die Zusammensetzung dieser Cortes stimmte teilweise mit der Zusammensetzung des Senates überein, wie er in der Verfassung von 1876 vorgesehen war. Diese Verfassung sah allerdings neben dem Senat einen direkt gewählten Kongress vor. Nach dem Gesetz gab es neun Gruppen von Abgeordneten:
- a) Die Minister
- b) Die Mitglieder des Nationalrates der Staatspartei Falange
- c) Die Vorsitzenden des Staatsrates des obersten Gerichtshofes und des obersten Rates der Militärjustiz
- d) Vertreter der Nationalen Syndikate (Vereinigungen von Arbeitnehmern und Arbeitgebern) die nicht mehr als ein Drittel der Gesamtzahl der Abgeordneten ausmachen sollten
- e) Die Bürgermeister der fünfzig Provinzhauptstädte und Ceuta und Melilla und je ein weiterer Repräsentant anderer Städte der Provinzen.
- f) Die Rektoren der Universitäten
- g) Der Vorsitzende des Instituto de España und die Vorsitzenden der Königlichen Akademien
- h) Die Vorsitzenden des Institutes der Zivilingenieure und verschiedener Kammern (Ärztekammer, Architektenkammer usw.)
- i) Personen der kirchlichen, militärischen und Verwaltungshierarchie die durch den Staatschef ernannt wurden.

Das Dekret, das die ersten Mitglieder benannte, die nach Buchstabe i vom Staatschef zu berufen waren, wurde am 7. Februar 1943 im Spanischen Gesetzblatt (Boletín Oficial del Estado) veröffentlicht. Bei diesen Procuradores (der Begriff, der im Spanischen auch im Sinn von Rechtsanwalt gebraucht wird, wurde auch im Königlichen Statut von 1837 für die Abgeordneten des Kongresses verwendet) handelte es sich u. a. um Erzbischöfe und Bischöfe, Generale und Admirale, die Herzöge von Alba, Infantado, Arión und Sevilla sowie verschiedene führende Personen der Wirtschaft.
Den Cortes von 1943 gehörten auch zwei Frauen an. In der gesamten Zeit von 1943 bis 1967 waren insgesamt vier Frauen Mitglieder der Cortes. Die Amtszeit der Abgeordneten betrug drei Jahre. Es bestand eine Immunitätsregelung für die Abgeordneten. Der Vorsitzende der Cortes, sein Stellvertreter und vier Sekretäre wurden durch den Staatschef ernannt. Die Geschäftsordnung wurde mit Zustimmung der Regierung erstellt. Die Sitzungen des Plenums wurden vom Parlamentspräsidenten nach Absprache mit der Regierung einberufen. Die Ausschüsse wurden durch den Parlamentspräsidenten im Einvernehmen mit der Regierung eingerichtet. Die Cortes durften sich nur mit einzelnen, im Gesetz festgelegten Materien befassen, es sei denn die Regierung legte ihnen Gesetzentwürfe zu andern Angelegenheiten vor. Die Ausschüsse konnten Gesetzesvorschläge an den Vorsitzenden eingeben, der diese dann mit der Zustimmung der Regierung auf die Tagesordnung setzen konnte. Gesetzesbeschlüsse der Cortes benötigten die Zustimmung des Staatschefs und wurden durch ihn als Gesetz verkündet. Die Cortes wurden jeweils im Mai 1946, 1949, 1952, 1958, im Juni 1961 und im Juli 1964 neu besetzt. Dabei waren die meisten Abgeordneten mehrfach oder ununterbrochen Mitglieder der Cortes.
Durch das Staatsorganisationsgesetz (Ley Orgánica del Estado) vom 10. Januar 1967 wurden die Zusammensetzung und die Arbeit der Cortes verändert. Im Juli 1967 stellte Francisco Franco den Cortes Juan Carlos de Borbón y Borbón als seinen Nachfolger vor.

### Cortes nach dem Gesetz zur Einrichtung der Cortes von 1942 in der geänderten Form von 1967
Die auffälligsten Änderungen des Gesetzes zur Einrichtung der Cortes (Ley Constitutiva de las Cortes) durch das Staatsorganisationsgesetz (Ley Orgánica del Estado) betrafen die Zusammensetzung der Cortes. Ab 1967 wurden in jeder Provinz zwei Vertreter der Familien (Representantes de la Familia) in direkter Wahl gewählt. Wahlberechtigt waren die Familienoberhäupter und die verheirateten Frauen. Die Bürgermeister und die Vorsitzenden der Kammern waren nicht mehr durch ihr Amt Mitglieder der Cortes. Die Vertreter der Städte und Institutionen wurden durch die Stadträte bzw. die Mitglieder der Institutionen gewählt. In der gesamten Zeit von 1967 bis 1977 waren insgesamt elf Frauen Mitglieder der Cortes. Davon vier auch als direkt gewählte Vertreterinnen der Familien. Die Amtszeit der Abgeordneten wurde auf sechs Jahre erhöht.
Während der Vorsitzende der Cortes weiterhin vom Staatschef bestimmt wurde, hatten die Cortes nun das Recht den stellvertretenden Vorsitzenden und die vier Sekretäre selbst zu bestimmen. Für die Einrichtung von Ausschüssen und die Festlegung der Tagesordnung benötigte der Parlamentspräsident die Zustimmung der Regierung. Die Materien, mit denen sich die Cortes befassen durften, waren weiterhin abschließend im Gesetz aufgeführt. Die Ausschüsse konnten Gesetzesvorschläge an den Vorsitzenden eingeben, der diese dann mit der Zustimmung der Regierung auf die Tagesordnung setzen konnte. Gesetzesbeschlüsse der Cortes benötigten die Zustimmung des Staatschefs und wurden durch ihn als Gesetz verkündet. Zwei Tage nach dem Tod Francisco Francos legte König Juan Carlos am 22. November 1975 vor den Cortes seinen Amtseid ab.
Am 18. November 1976, zwei Tage vor dem ersten Todestag Francos, nahmen die Cortes das Gesetz für die politische Reform (Ley para la Reforma Política) an. Am 15. Dezember 1976 fand eine Volksabstimmung über dieses Gesetz statt. Es trat am 4. Januar 1977 in Kraft.
Ein im Jahr 1977 aus der Mitte der Cortes gestellter Antrag auf Auflösung wurde von der Mehrheit der Mitglieder abgelehnt. Erst im Sommer 1977 (offiziell am 20. Juni 1977) wurden die Cortes aufgelöst.

### Verfassunggebende Cortes von 1977
Am 4. Januar 1977 trat das Gesetz für die politische Reform (Ley para la Reforma Política) in Kraft. Dieses Gesetz sah die Cortes als ein Zweikammerparlament mit einem Senat mit 207 und einen Kongress mit 350 Abgeordneten vor. Der Senat sollte aus jeweils vier Senatoren für jede Provinz und je einem zusätzlichen Senator für jede der drei Inselprovinzen und je zwei Senatoren aus Melilla und Ceuta bestehen. Es handelte sich also um eine Territorialvertretung. Der Kongress sollte nach einem Verhältniswahlrecht mit einer Sperrklausel gewählt werden. Die Wahlkreise sollten mit den Provinzen übereinstimmen.
Am 15. Juni 1977 fanden Wahlen zu den Verfassunggebenden Cortes statt. Bei diesen Wahlen waren alle Spanier ab dem 21. Lebensjahr wahlberechtigt. Die Wahlperiode betrug vier Jahre. Die Kammern legten ihre Geschäftsordnung fest und wählten ihren Vorsitzenden selbst. Er wurde dann vom König ernannt. Die Macht Gesetze zu erarbeiten und zu beschließen lag bei den Cortes. Der König bestätigte und veröffentlichte die Gesetze. Die Initiative für eine Verfassungsreform lag bei der Regierung und beim Kongress. Jede Verfassungsreform benötigte die absolute Mehrheit im Kongress und im Senat. Der Senat sollte über den vom Kongress verabschiedeten Text beraten. Falls der Senat mit dem Text nicht einverstanden war, sollte eine gemischte Kommission aus Mitgliedern des Kongresses und des Senats eine Einigung herbeiführen. Vor der Bestätigung der Verfassung durch den König war eine Volksabstimmung über einen Verfassungsentwurf vorgesehen. Falls bei normalen Gesetzen keine Einigung im Vermittlungsausschuss gefunden werden könnte, hatte der Kongress das Recht, das Gesetz doch mit absoluter Mehrheit zu beschließen. Der König konnte Volksabstimmungen durchführen lassen, deren Ergebnisse alle staatlichen Organe binden sollten. Das Verhältnis zwischen den Cortes und der Regierung wurde in dem Gesetz für die politische Reform nicht geregelt.
Außer der Arbeit an der Verfassung beschlossen die Cortes eine Reihe von Gesetzen, welche die Demokratisierung des Landes ermöglichen sollten. Dabei handelte es sich z. B. um Gesetze im Bereich des Versammlungs- und Vereinsrechts und des politischen Strafrechts. Am 6. Dezember 1978 stimmte die spanische Bevölkerung in einer Volksabstimmung für die am 31. Oktober von den Cortes verabschiedete Verfassung.
Am 29. Dezember 1978 trat mit der Veröffentlichung im Spanischen Gesetzblatt (Boletín Oficial de España) die Verfassung in Kraft. Am gleichen Tag kündigte der Ministerpräsident die vorzeitige Auflösung der Cortes an. Am 1. März 1979 wurden die ersten Cortes Generales nach dem Wahlsystem der neuen Verfassung gewählt.

## Portugal

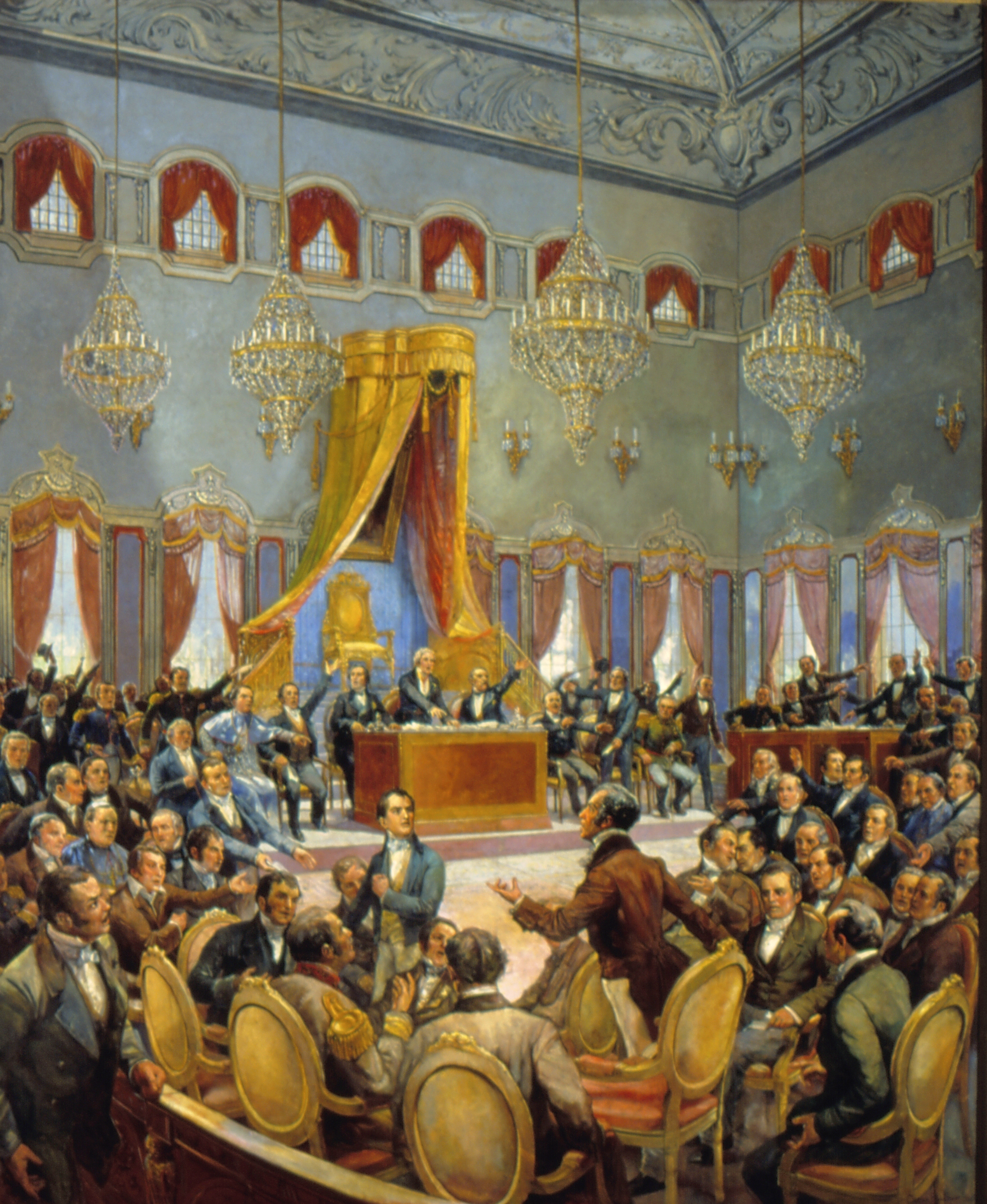
Die portugiesischen Cortes verabschieden 1822 eine Verfassung für das Königreich

Die Ursprünge der cortes in Portugal reichen bis in die Zeiten der ersten portugiesischen Könige Alfons I. und Sancho I. zurück. In ihren Entscheidungen normalerweise von ihren engsten Freunden und Günstlingen, ihrer curia oder Ratsversammlung, beraten, griffen sie bei Entscheidungen größerer Tragweite, die einer allgemeinen Diskussion bedurften, auf die Meinungen einer größeren Gruppe von führenden Personen des Reiches (Erzbischöfe und Bischöfe, die Führer der wichtigsten Adelsfamilien, die Superiores der Orden und Ritterorden) zurück. Aus diesen größeren Versammlungen entstanden schrittweise die späteren cortes, die anfänglich nur aus Vertretern des Adels und der Geistlichkeit bestanden.
In den cortes wurden die verschiedensten politischen, wirtschaftlichen und administrativen Probleme des Landes diskutiert, Entscheidungshilfen für den König sowie Entscheidungen des Parlamentes selbst formuliert. Es wurden Gesetze angenommen, Friedensverträge und Kriegserklärungen bestätigt, Allianzen mit anderen Mächten geschlossen und die Heiratspolitik der königlichen Familie mitbestimmt. Einen großen Raum nahmen wirtschaftliche Fragen und Angelegenheiten des Handels ein, wobei Steuern und Zölle sowie Fragen der Münzpolitik ein ständiges Thema waren.

### Geschichte
1211 berief Alfons II. Vertreter des Adels und des Klerus zu den ersten Cortes an den königlichen Hof in Coimbra.
Alfons III. war der erste portugiesische König, der 1254 zu den Cortes in Leiria auch Vertreter des Volkes (homens-bons dos conselhos) hinzuzog. Diese boni homines („rechtschaffene Männer“) waren nichtadlige, aber angesehene Landbesitzer aus verschiedenen Amtsbezirken des Reiches. Ihre Einladung in die cortes war ein geschickter Schachzug des Königs, um die Steuereinkünfte zu erhöhen. Zumindest im 13. und zu Beginn des 14. Jahrhunderts war das in Portugal der Hauptgrund für die Einbeziehung von Vertretern des Volkes bei der Einberufung der cortes.
1261 bewilligten die Cortes in Coimbra der Krone neue Steuereinnahmen, beschlossenen aber auch, dass neue Steuern immer durch die Cortes bewilligt werden müssen, d. h. die Vertreter der urbanen Zentren erhöhten ihren Einfluss auf die Krone, da neue und höhere Erträge fast ausschließlich aus den städtischen Zentren des Handels und des Handwerks kamen.
Die Cortes proklamierten 1385 in Coimbra gegen den ausdrücklichen Willen von großen Teilen des Hochadels und des hohen Klerus sowie einiger Vertreter der städtischen Oberschicht (die Johann I. von Kastilien in seinem Anspruch auf den portugiesischen Thron unterstützten) den Großmeister des Ritterordens von Avis als Johann I. zum König von Portugal und sicherten damit die Machtübernahme durch die spätere Dynastie Avis gegen die Ansprüche des Königs von Kastilien. Dabei konnte sich Johann auf ein Bündnis von Vertretern des mittleren und niederen Bürgertums, Teilen des mittleren und niederen Adels sowie des niederen Klerus und den unteren städtischen Bevölkerungsschichten stützen. Das zeigte sich u. a. darin, dass Johann 1384 den unter seinem Einfluss stehenden Stadtrat von Lissabon für politische Vertreter aus den Reihen der Handwerksmeister öffnete.
In den verbalen Auseinandersetzungen in den Sitzungen der Cortes wurde Johann durch den berühmten Rechtsgelehrten João das Regras vertreten, den er nach der Ausrufung zum König sofort zum Kanzler seines Königreiches ernannte.
Damit wurden nicht nur für die nächsten 200 Jahre die portugiesische Unabhängigkeit gesichert und tiefe Veränderungen in der sozialen Struktur des Landes vollzogen, sondern es wurden die wesentlichen politischen und ökonomischen Grundlagen für die Entdeckungen und Expansion Portugals im 15. Jahrhundert geschaffen.

#### Konstituierende Cortes von 1820
Die Macht der portugiesischen Cortes schwand jedoch mit dem Zuwachs der Machtfülle des portugiesischen Königshauses. Aufgrund der kolonialen Expansion konnte sich die Krone in Portugal schon früh finanzieller Unabhängigkeit erfreuen. Diese stärkte die Position des Königshauses gegenüber dem Adel. Die portugiesischen Cortes von 1820 erarbeiteten 1821 und 1822 eine liberale Verfassung, die am 23. September 1822 als „Politische Verfassung der Portugiesischen Monarchie“ durch die Cortes angenommen wurde.

#### Verfassunggebende Nationalversammlung
1911 fanden dann erstmals Wahlen zu einer verfassunggebenden Nationalversammlung statt, bei denen alle erwachsenen männlichen Portugiesen das Wahlrecht erhielten. Dieses frei gewählte Parlament verabschiedete eine neue Verfassung, die die Monarchie nun auch offiziell beendete.

#### Assembleia Nacional/Assembleia da República
Nach der Ausrufung der Republik als Congresso bezeichnet, nannte das semifaschistische Estado Novo-Regime das Parlament 1933 in Assembleia Nacional um. Das Parlament wird seit der Nelkenrevolution 1974 als Assembleia da República (Versammlung der Republik) bezeichnet.

### Spanien
- William C. Atkinson: A History of Spain and Portugal. Penguin Books, 1967.
- Walther L. Bernecker und Horst Pietschmann: Geschichte Spaniens 4. Aufl. Kohlhammer, Stuttgart 2005 ISBN 3-17-018766-X
- Stanley G. Payne: A History of Spain and Portugal vol. 2, The Library of Iberian Resources online, http://libro.uca.edu/payne2/spainport2.htm
- José Angel García de Cortázar u. a. Historia de España Madrid Santillana 2003 ISBN 978-84-294-8124-2
- Colección de los decretos y ordenes que han expedido las cortes generales y extraordinarias desde su instalación en 24 de septiembre de 1810 hasta igual fecha de 1811, Manda publicar de orden de las mismas, Reimpresa de orden del gobierno en Sevilla: Imprenta mayor de la ciudad 1820 http://fama2.us.es/fde/ocr/2006/coleccionDeDecretosDeCortesT01.pdf
- Biblioteca Virtual Miguel de Cervantes, Historia, Portales, La Constitución española de 1812, Documentos de la etapa juntista http://www.cervantesvirtual.com/portal/1812/juntista.shtml
- Die Texte der Wahlgesetze zwischen 1808 und 1878 wurden nach der folgenden Fundstelle zitiert: José Ramón Urquijo Gotia: Legislación Electoral, Gobierno de España, Instituto de História, Historia política del siglo XIX http://www.ih.csic.es/paginas/jrug/elecciones/index_ley.htm
- Die Zusammensetzung und Amtszeiten der Regierungen zwischen 1808 und 2004 wurden nach der folgenden Fundstelle zitiert: José Ramón Urquijo Gotia: Diccionario Biográfico de los Ministros Españoles en la Edad Contemporánea (1808–2000) (Memento vom 2. April 2010 im Internet Archive), Gobierno de España, Instituto de Historia, Historia política del siglo XIX
- Die Wahltermine, Sitzungsperioden und Auflösungstermine der Cortes zwischen 1810 und 1879 wurden nach der folgenden Fundstelle zitiert: Die José Ramón Urquijo Gotia: Elecciones y Legislaturas (Memento vom 2. April 2010 im Internet Archive), Gobierno de España, Instituto de Historia, Historia política del siglo XIX
- Die im Boletín Oficial del Estado (Gesetz- und Verordnungsblatt des Spanischen Königreiches) bzw. der Gazeta de Madrid veröffentlichten Gesetze sind im Faksimile in der „Colección histórica 1661 – 1967“ einzusehen. http://www.boe.es/g/es/bases_datos/gazeta.php
- Die Informationen über Mitglieder des Kongresses bzw. der entsprechenden Versammlungen stammen von den Archivseiten des „Congreso de los Diputados“. http://www.congreso.es/portal/page/portal/Congreso/Congreso/SDocum/ArchCon/SDHistoDipu/SDBuscHisDip
- Alle Informationen zu Wahlen nach 1976 stammen von der Seite des spanischen Innenministeriums http://www.elecciones.mir.es/

### Portugal
- Edgar Prestage: The Royal Power and the Cortes in Portugal, Watford 1927.
- António Henrique de Oliveira Marques: Geschichte Portugals und des portugiesischen Weltreichs (= Kröners Taschenausgabe. Band 385). Aus dem Portugiesischen von Michael von Killisch-Horn. Kröner, Stuttgart 2001, ISBN 3-520-38501-5.
- Peter Weber: Portugal. Räumliche Dimension und Abhängigkeit (= Wissenschaftliche Länderkunde. Band 19). Wissenschaftliche Buchgesellschaft, Darmstadt 1980, ISBN 3-534-07819-5.